# Viricelles
Viricelles település Franciaországban, Loire megyében. Lakosainak száma 448 fő (2022. január 1.). Viricelles Chazelles-sur-Lyon, Maringes és Grézieu-le-Marché községekkel határos.

## Népesség
A település népessége az elmúlt években az alábbi módon változott:
| Lakosok száma | 216  | 237  | 283  | 372  | 452  | 466  | 457  | 442  | 445  | 448  |
|               | 1968 | 1982 | 1990 | 2006 | 2013 | 2015 | 2017 | 2019 | 2020 | 2022 |